# Ninive (province)
Pour la ville ancienne, voir Ninive.
Le gouvernorat de Ninive, en arabe muḥāfaẓa nīnawā, محافظة نينوى, en kurde neynewa, نینو, en syriaque nīněwā, ܢܝܢܘܐ, est l'une des 19 gouvernorats d'Irak. Le gouvernorat doit son nom au site antique de Ninive qui se situe sur la rive gauche du Tigre, comprise dans l'agglomération de Mossoul, capitale du gouvernorat, dont le centre-ville est sur la rive droite du fleuve.
Jusqu'en 1976, le gouvernorat s'appelait gouvernorat de Mossoul et incluait aussi le gouvernorat de Dahuk.

## Géographie
La population de ce gouvernorat est majoritairement composée d'Arabes sunnites, avec une minorité de Kurdes, de Turkmènes, de Yézidis et de chrétiens assyriens.
Le Nord et l'Est sont plus nettement kurdes mais les statistiques ethniques ne sont pas connues.
Les chrétiens se répartissent entre Syriaques occidentaux, relevant de l'Église syriaque orthodoxe et de l'Église catholique syriaque, syriaque orientaux, relevant de l'Église de l'Orient et de l'Église chaldéenne et Dominicains.
Une minorité yézidi vit dans le district d'Al-Shîkhân.
La langue parlée est un dialecte kurde.

## Anciens districts
| District     |           | Capitale  |          |
| ------------ | --------- | --------- | -------- |
| Aqra         | عقرة      | Aqra      | عقرة     |
| Al-Baaj      | البعاج    | Al-Baaj   | البعاج   |
| Al-Hamdaniya | الحمدانية | Qaraqosh  | قره قوش  |
| Al-Hadhra    | الحضر     | Al-Hadhra | الحضر    |
| Mossoul (en) | الموصل    | Mossoul   | الموصل   |
| Al-Shîkhân   | الشيخان   | Ayn Sifnî | عين سفني |
| Sinjar       | سنجار     | Sinjar    | سنجار    |
| Shekhan      | الشيخان   | Shekhân   | عين سفني |
| Tall Afar    | تلعفر     | Tall Afar | تلعفر    |
| Tall Kayf    | تلكيف     | Tall Kayf | تلكيف    |

Les anciens districts de la province

Les districts d'Aqra et d'Al-Shikhan sont actuellement sous l'autorité du gouvernement autonome du Kurdistan, Mossoul n'a aucun pouvoir sur ces deux districts.

### Sources
- (en)/(de) Cet article est partiellement ou en totalité issu des articles intitulés en anglais « Nineveh Province » (voir la liste des auteurs) et en allemand « Ninawa » (voir la liste des auteurs).